# На волне ужаса
«На волне ужаса» (англ. Shock Waves) — низкобюджетный фильм ужасов режиссёра Кена Видерхорна 1977 года. В картине снимались знаменитые актёры жанра хоррора: Джон Кэррадайн и Питер Кушинг. Каждый из них снимался по четыре дня, и гонорар обоих составил по 5000 долларов.

## Сюжет
Группа небогатых туристов отправляется в морское путешествие на старом катере. Однажды ночью судно терпит крушение, налетев на ржавые останки военного крейсера. Утром, высадившись на неизвестном островке, пассажиры обнаруживают у берега мёртвое тело капитана корабля. Туристам приходится пробираться вглубь острова.
На острове они находят развалины старого заброшенного отеля, в котором вполне можно пожить какое-то время. В подвале отеля туристы обнаруживают тайник с полками, заставленными банками с кровавыми образцами. Там даже сохранился морской аквариум с живыми обитателями. Неожиданно какой-то голос спрашивает, кто они и с какой целью прибыли сюда. Узнав об аварии, хозяин — немолодой человек — бежит на берег, а потерпевшие крушение устраиваются на ночлег.
Тем временем на берег из воды выходят люди, одетые в старую эсэсовскую форму. Их первой жертвой становится кок, отправившийся за продуктами. На его теле туристы находят обрывок ткани с нацистской символикой. Вернувшись в гостиницу, они обнаруживают, что в главном зале вывешен флаг нацистской Германии. Тогда хозяин гостиницы наконец рассказывает, что он — командир эсэсовского подразделения, созданного из оживлённых в конце войны трупов солдат. У этих воинов сохранилось только одно желание — убивать, так что для туристов самое лучшее — как можно быстрее убраться с острова. Они находят старую лодку и пытаются последовать совету старого эсэсовца. Тем временем он и сам становится жертвой своих бывших подчинённых.
Вследствие неприятной случайности туристы теряют лодку, и теперь они вынуждены бегать от врагов по острову. Роуз, самая молодая из группы, находит способ бороться с зомби — если снять у них на берегу защитные очки, то они быстро погибают. Впрочем, это не сильно помогает её спутникам, которых одного за другим убивают. В итоге Роуз и одному члену экипажа удаётся найти шлюпку с их катера, но и здесь их подстерегает опасность. После очередного нападения зомби Роуз остаётся одна. Через несколько дней её подбирает рыбацкая лодка.

## Художественные особенности
В фильме отсутствуют типичные для жанра кровавые убийства — зомби убивают своих жертв через утопление.

## Факты
Несколько секунд звуковой дорожки фильма использованы в музыкальном альбоме «Amused to Death» Роджера Уотерса. Согласно концептуальной истории альбома, перед телевизором сидит обезьяна, которая бездумно щелкает дистанционным пультом, и перерывы между песнями заполняются треками телепередач, хаотично вырванными ею из эфира. В какой-то момент слышно, как Беверли в кульминации фильма «На волне ужаса» кричит: «Ah! My еyes!»

## В ролях
- Питер Кушинг — командир эсэсовцев
- Брук Адамс — Роуз
- Фред Буш — Чак
- Джек Дэвидсон — Норман
- Люк Хэлпин — Кит
- Ди Джей Сидни — Беверли
- Дон Стаут — Доббс
- Джон Кэррадайн — капитан
- Кларенс Томас — рыбак